# Mumble (software)
Mumble er en voice over IP (VoIP) applikation, som fortrinsvis er designet til brug for internetspil, ligesom programmer som TeamSpeak og Ventrilo.
Mumble bruger en server, som tillader brugerne at tale sammen via serveren.  Dens administrative interface er simpel, men udnyttelsesmulighederne er store og features giver høj lydkvalitet. Al kommunikation er krypteret.
Mumble er en fri software. Siden version 1.0 har brugerne kunnet anvende avatarer for at repræsentere sig selv og dermed opnå en mere personlig oplevelse. Fra og med version 1.2 fungerer applikationen med de fleste spil som bruger Direct3D 9/10 og OpenGL for Windows, og OpenGL for Linux og Mac OS X